# Sibylle von Jülich-Kleve-Berg (1512–1554)

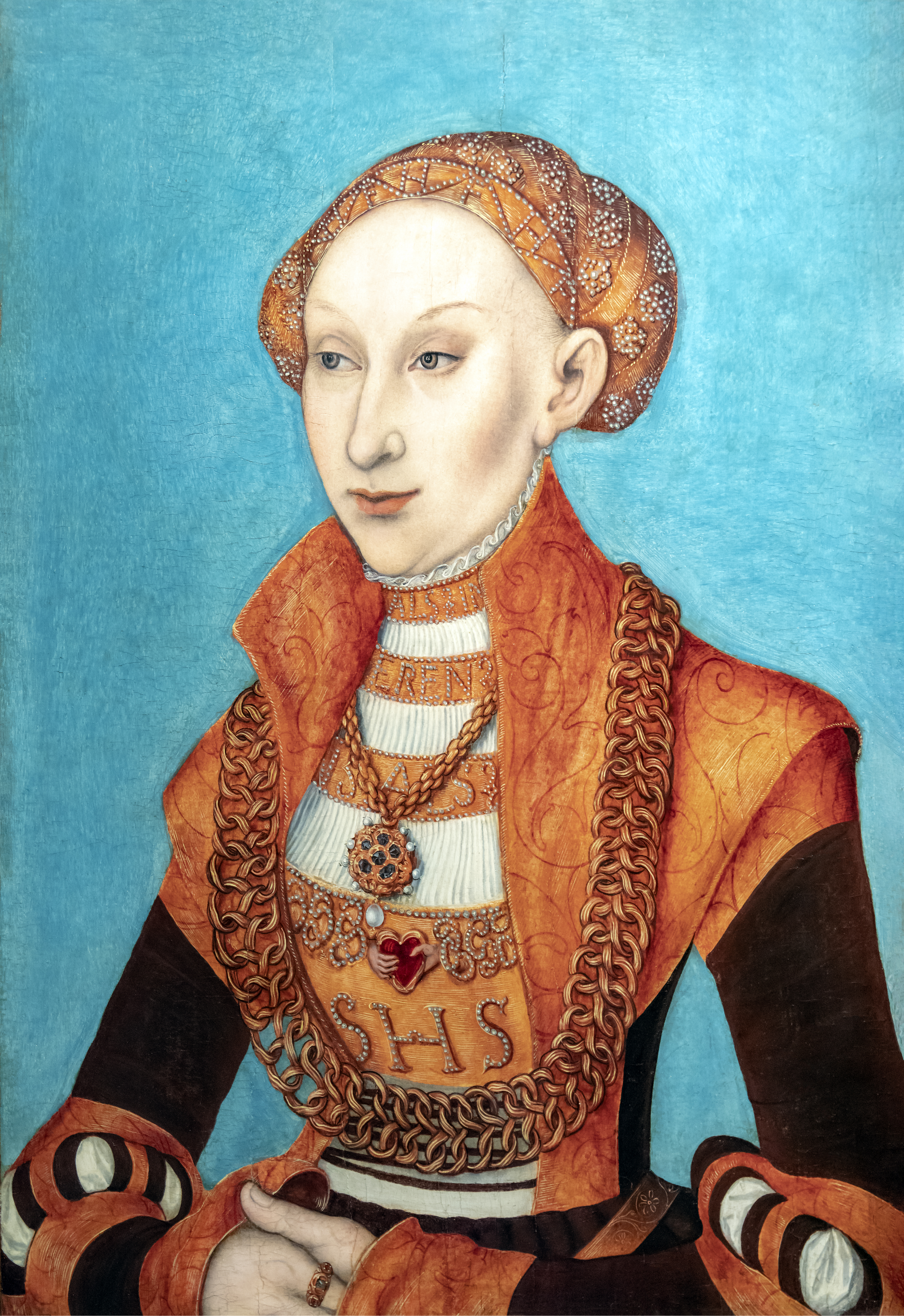
Sibylle von Jülich-Kleve-Berg um 1531, Porträt von Lucas Cranach dem Älteren, in Privatbesitz

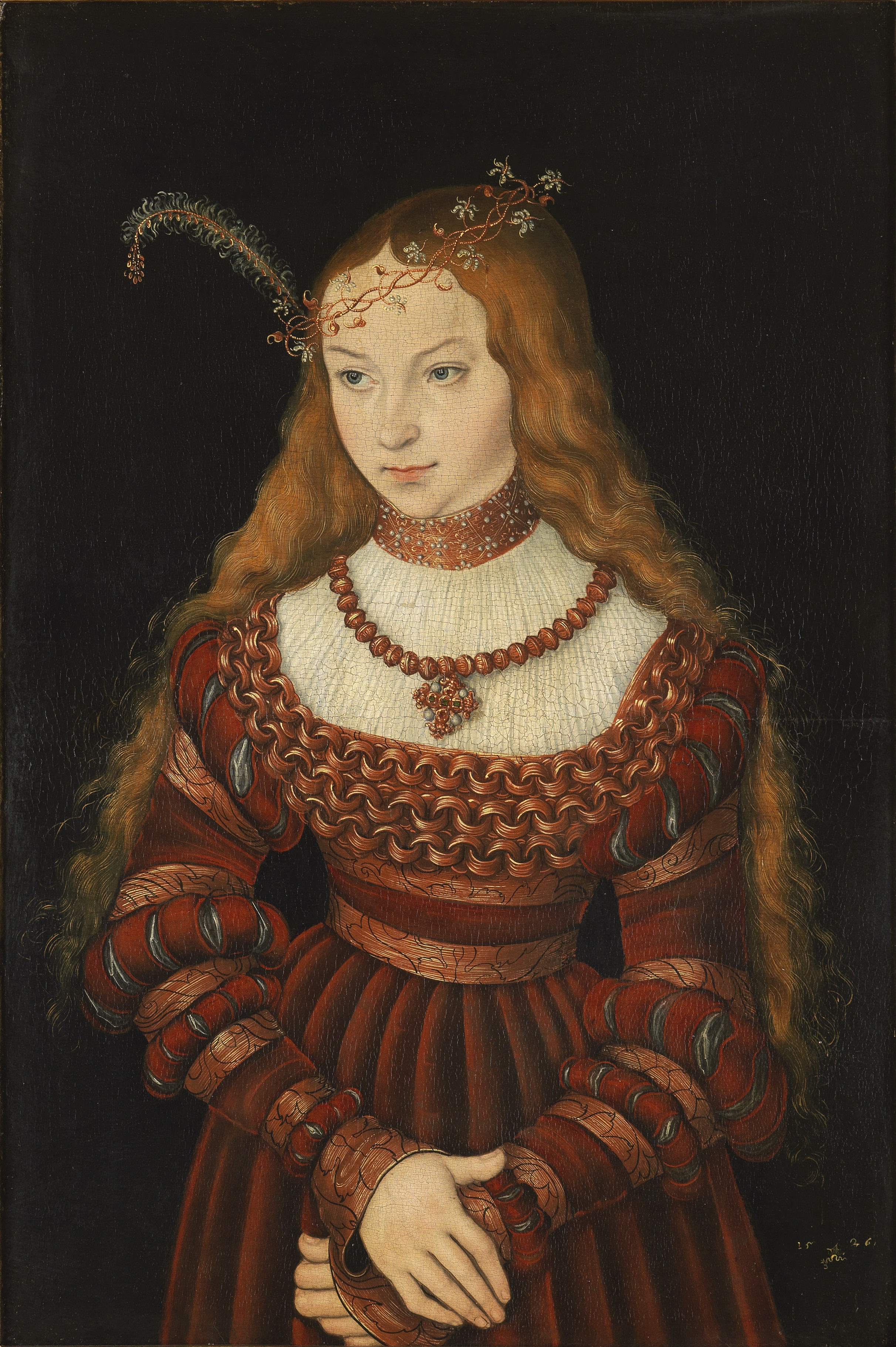
Porträt der Prinzessin Sibylle von Kleve als Braut, Porträt von Lucas Cranach dem Älteren, 1526, Schlossmuseum, Weimar

Sibylle von Jülich-Kleve-Berg (* 17. Juli 1512 in Düsseldorf; † 21. Februar 1554 in Weimar) war durch Heirat Kurfürstin von Sachsen.

## Leben
Sibylle war die älteste Tochter von Herzog Johann III. von Jülich-Kleve-Berg (aus dem Haus der Grafen von Mark) und Maria (1491–1543), der Erbtochter von Herzog Wilhelm IV. von Jülich-Berg. Ihre jüngere Schwester war Anna von Kleve, die über kurze Dauer englische Königin geworden war.
Im September 1526 wurde sie mit dem späteren Kurfürsten Johann Friedrich I. von Sachsen in Schloss Burg an der Wupper verlobt, wo auch das Beilager stattfand. In Mainz war nach längeren Verhandlungen die Eheverbindung, die standesüblich dynastischer Räson folgte, verabredet worden. Die prunkvolle Hochzeitsfeier fand Anfang Juni 1527 in Torgau statt, ihr ging ein aufwändiger Brautzug voran.
Wie der rege Briefwechsel in der Zeit der Gefangenschaft ihres Gatten (1547–1552), eine Folge des Schmalkaldischen Krieges zeigt, waren sich die Ehepartner in inniger Liebe zugetan. Nach fünf Jahren Gefangenschaft kam er 1552 wieder in Freiheit. Nach dem Wiedersehen blieb den Eheleuten nur wenig gemeinsame Zeit. 1554 verstarben beide innerhalb eines Monats und wurden in der Stadtkirche zu Weimar beigesetzt.
Wie ihr Ehemann, den sie bei seinem Einsatz für die Reformation unterstützte, führte Sibylle von Jülich-Kleve-Berg die Devise Als in Eren (Alles in Ehren kann niemand verwehren), beispielsweise mehrfach angebracht auf dem Cranach-Porträt in der Veste Coburg.
Der thüringische Reformator Justus Menius widmete ihr den Fürstenspiegel Oeconomia christiana.

## Nachkommen
Aus der Ehe von Sibylle von Jülich-Kleve-Berg mit Johann Friedrich I. von Sachsen entstammten die Kinder
- Johann Friedrich II. der Mittlere (1529–1595), Herzog von Sachsen

⚭ 1. 1555 Prinzessin Agnes von Hessen (1527–1555)
⚭ 2. 1558 Pfalzgräfin Elisabeth von der Pfalz (1540–1594)
- Johann Wilhelm I. (1530–1573), Herzog von Sachsen-Weimar

⚭ 1560 Pfalzgräfin Dorothea Susanne von Pfalz-Simmern (1544–1592)
- Johann Ernst (*/† 1535)
- Johann Friedrich III. der Jüngere (1538–1565), Herzog von Sachsen

## Porträts

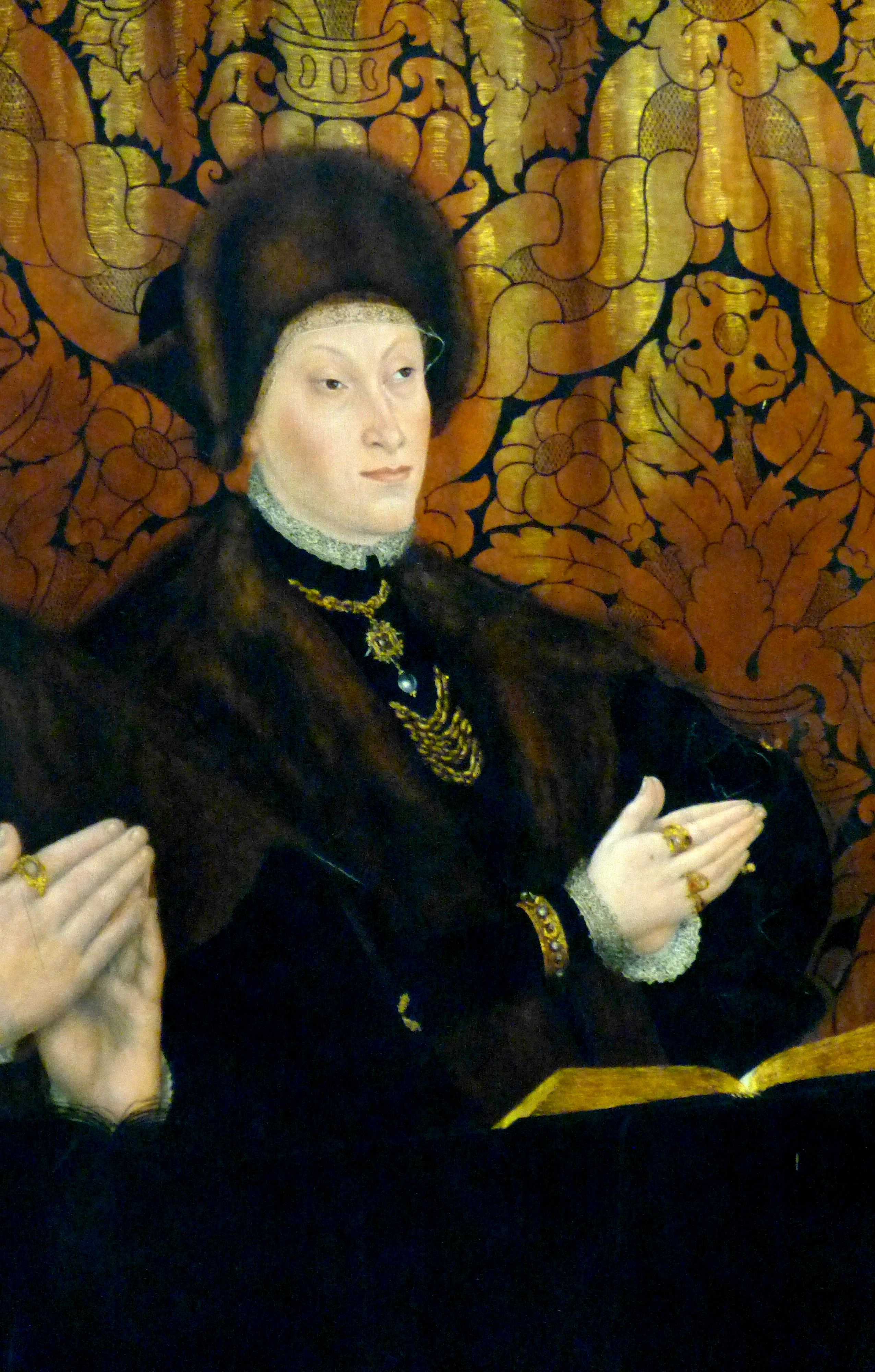
Altersporträt (1555) der Sybille von Cleve, Cranach-Altar Stadtkirche Weimar

Von Sibylle existieren eine Reihe von Porträts. Der kursächsische Hofmaler Lucas Cranach der Ältere malte sie unter dem Namen Sibylle von Cleve mehrfach. 1526 stellte er sie als Braut dar (Klassik Stiftung Weimar), ein späteres Bildnis befindet sich in Privatbesitz und auf der Veste Coburg. Erst nach ihrem Tod wurde der Cranach-Altar in der Stadtkirche zu Weimar vollendet, der sie gealtert neben ihrem Gatten zeigt. Der Kunsträuber Stéphane Breitwieser stahl eines dieser Porträts aus einer Badener Sammlung.